# Wheeling, Illinois
Wheeling är en ort i Cook County, och  Lake County, i delstaten Illinois, USA. Vid folkräkningen 2000 uppgick invånarantalet till 34 496 .

## Transport
Chicago Executive Airport är belägen på orten  . Det finns även en järnvägsstation .